# Šuvajić
Šuvajić (en serbe cyrillique : Шувајић) est un village de Serbie situé dans la municipalité de Golubac, district de Braničevo. Au recensement de 2011, il comptait 270 habitants.

## Démographie
| 1948 | 1953 | 1961 | 1971 | 1981 | 1991 | 2002 | 2011 |
| ---- | ---- | ---- | ---- | ---- | ---- | ---- | ---- |
| 475  | 536  | 492  | 470  | 442  | 423  | 339  | 270  |

|  |